# Logika
Logika je grana filozofije. To je znanost o oblicima ispravne (pravilan, ispravan, točan) misli i metodama spoznaje. Logika s metodologijom je jedna od osnovnih filozofskih disciplina. 

## Početci logike u Europi
Početci logike u Europi vežu se za staru Grčku, a njenim osnivačem smatra se Aristotel. On je u svojim djelima raspravljao o svim osnovnim pitanjima logike. Pored Aristotela, logikom su se bavili i filozofi megarsko-stoičke škole koji su osobito dobro proučili deduktivne zaključke. 
U 17. st. prevlast deduktivne logike kritizira Francis Bacon te udara temelje induktivnoj logici.